# Ordinální aritmetika
Ordinální aritmetika je jednou z disciplín klasické teorie množin. Zabývá se rozšířením základních aritmetických operací (sčítání, násobení, mocnění) z přirozených čísel na všechna ordinální čísla (včetně nekonečných). Toto rozšíření probíhá tak, aby byly dobře zachyceny vlastnosti takzvaných dobrých uspořádání. 
Na ordinálech lze zavést součin a součet, které ale nejsou komutativní, např. platí {\displaystyle 1+\omega =\omega \not =\omega +1}. Symbol 1 zde představuje jednoprvkovou množinu, symbol {\displaystyle \omega } pak množinu přirozených čísel (včetně nuly) s obvyklým uspořádáním. 
- Rovnost {\displaystyle 1+\omega =\omega } vyjadřuje, že částečně uspořádaná množina „jednoprvková množina a za ní přirozená čísla“ je izomorfní s přirozenými čísly. Pro názornost lze tuto jednoprvkovou množinu chápat jako {\displaystyle \{-1\}} a pak {\displaystyle f(x)=x+1} je izomorfismus mezi touto výslednou množinou a {\displaystyle \omega }.
- Nerovnost {\displaystyle \omega \not =\omega +1} vyjadřuje, že je-li za přirozená čísla přidán další prvek, vznikne dobře uspořádaná množina, která není izomorfní s {\displaystyle \omega } (např. má největší prvek). To ilustruje, že na nekonečné spočetné množině mohou existovat různé typy dobrého uspořádání.

Podobně se supremum (tj. sjednocení) množiny {\displaystyle \{\omega +1,\omega +2,\omega +3,\ldots \}} značí {\displaystyle \omega +\omega } nebo též {\displaystyle \omega \times 2} a platí
- {\displaystyle 2\times \omega =\omega } : na dvou kopiích přirozených čísel („modré“ a „červené“ kopii) lze zavést dobré uspořádání tak, že po modré nule následuje červená nula, dále modrá jednička, červená jednička, modrá dvojka atd. Toto uspořádání je však izomorfní s {\displaystyle \omega }.
- {\displaystyle \omega \times 2>\omega }: Tutéž množinu lze uspořádat i tak, že každé modré číslo předchází každému červenému (tj. napřed všechna modrá, v obvyklém pořadí, po nich červená nula, červená jednička atd.) Taková množina ale není izomorfní s {\displaystyle \omega }, například má prvek (červenou nulu), který není ani nejmenším prvkem množiny, ani přímým následníkem jiného prvku; tuto vlastnost by izomorfismus zachoval.

V celém článku jsou písmena ze začátku řecké alfabety používána pro označení ordinálů.

## Vztah ke kardinální aritmetice
Jinou možností je pokus o zachycení vlastností velikosti množin – tím se zabývá kardinální aritmetika. Např. kardinální součet {\displaystyle \omega +\omega } je roven {\displaystyle \omega }, protože obě množiny mají stejnou mohutnost (kardinalitu). Pokud však stejný symbol, plus, označuje ordinální součet, rovnost neplatí, protože {\displaystyle \omega +\omega } definuje jinak uspořádanou množinu, než {\displaystyle \omega } (ač mají stejnou mohutnost, a to spočetnou), a tato uspořádání nejsou izomorfní. V ordinální aritmetice tedy platí {\displaystyle \omega <\omega +1<\omega +\omega =\omega \times 2<\omega \times \omega }, zatímco v kardinální aritmetice jsou všechny tyto výrazy rovny {\displaystyle \omega } neboli {\displaystyle \aleph _{0}}.

## Ordinální čísla a jejich vlastnosti
Základní definice a vlastnosti ordinálních čísel najdete v článku Ordinální číslo.

## Definice ordinálního součtu a součinu
Jsou-li {\displaystyle \alpha \,\!} a {\displaystyle \beta \,\!} dvě ordinální čísla, pak:
- jako {\displaystyle \alpha +\beta \,\!} označíme ordinální číslo, které je typem množiny {\displaystyle (\{0\}\times \alpha )\cup (\{1\}\times \beta )} v lexikografickém uspořádání
- jako {\displaystyle \alpha .\beta \,\!} označíme ordinální číslo, které je typem množiny {\displaystyle \beta \times \alpha } v lexikografickém uspořádání.

Typem dobře uspořádané množiny se rozumí ordinální číslo, které je při uspořádání relací {\displaystyle \in } izomorfní s touto množinou – jedním z poměrně jednoduchých výsledků teorie ordinálních čísel je, že každá dobře uspořádaná množina je izomorfní s právě jedním ordinálem.

### Příklady součtu dvou ordinálních čísel
Součet 3 + 2:

{\displaystyle (\{0\}\times 3)\cup (\{1\}\times 2)=}

{\displaystyle (\{0\}\times \{0,1,2\})\cup (\{1\}\times \{0,1\})=}

{\displaystyle \{[0,0],[0,1],[0,2]\}\cup \{[1,0],[1,1]\}=}

{\displaystyle \{[0,0],[0,1],[0,2],[1,0],[1,1]\}\,\!}

Typem této množiny v lexikografickém uspořádání (tj. napřed podle prvního a pak podle druhého prvku uspořádané dvojice) je ordinál 5, takže 2 + 3 = 5, což vypadá docela povědomě.
Součet {\displaystyle 1+\omega _{0}\,\!} (jako {\displaystyle \omega _{0}\,\!} se značí množina všech přirozených čísel)

{\displaystyle (\{0\}\times 1)\cup (\{1\}\times \omega _{0})=}

{\displaystyle (\{0\}\times \{0\})\cup (\{1\}\times \{0,1,2,3,...\})=}

{\displaystyle \{[0,0]\}\cup \{[1,0],[1,1],[1,2],[1,3],...\}=}

{\displaystyle \{[0,0],[1,0],[1,1],[1,2],[1,3],...\}\,\!}

Typem této množiny v lexikografickém uspořádání je {\displaystyle \omega _{0}\,\!}, takže {\displaystyle 1+\omega _{0}=\omega _{0}\,\!}. Tady už je to s tou povědomostí horší – když něco zleva přičtu k množině všech přirozených čísel, dostanu opět množinu přirozených čísel.
Doporučuji každému, aby si zkusil podle definice rozepsat {\displaystyle \omega _{0}+1\,\!}. Dojde k překvapivému zjištění:

{\displaystyle 1+\omega _{0}=\omega _{0}<\omega _{0}+1\,\!}

### Příklady součinu dvou ordinálních čísel
Součin 3.2: 

{\displaystyle 2\times 3=\{0,1\}\times \{0,1,2\}=}

{\displaystyle \{[0,0],[0,1],[0,2],[1,0],[1,1],[1,2]\}\,\!}

Typem této množiny s lexikografickým uspořádáním je číslo 6.
Součin {\displaystyle 2.\omega _{0}\,\!}
:
{\displaystyle \omega _{0}\times 2=\{0,1,2,...\}\times \{0,1\}=\,\!}

{\displaystyle \{[0,0],[0,1],[1,0],[1,1],[2,0],...\}\,\!}

Typem této množiny s lexikografickým uspořádáním je {\displaystyle \omega _{0}\,\!}.
Obrátím-li poslední příklad na {\displaystyle \omega _{0}.2\,\!}, dostávám množinu

{\displaystyle \{[0,0],[0,1],[0,2],...,[1,0],[1,1],[1,2],...\}\,\!}, 

jejímž typem již není {\displaystyle \omega _{0}\,\!}, ale větší ordinální číslo {\displaystyle \omega _{0}+\omega _{0}=\omega _{0}.2\,\!}
Rozhodně opět {\displaystyle 2.\omega _{0}<\omega _{0}.2\,\!}.

## Vlastnosti ordinálního součtu a součinu
Ordinální součet a součin je definován tak, aby na přirozených číslech (tj. v našem případě na konečných ordinálech) dával stejné výsledky jako běžný aritmetický součet a součin v Peanově aritmetice. Dá se dokonce ukázat, že ordinální aritmetika na konečných ordinálech je modelem Peanovy aritmetiky.
Zajímavější začíná být situace na nekonečných ordinálech, kde se již toto chování liší – součet ani součin nejsou komutativní a ordinální součin je distributivní pouze zleva
{\displaystyle (\forall \alpha ,\beta ,\gamma )(\alpha .(\beta +\gamma )=\alpha .\beta +\alpha .\gamma )}
Opačně to ale neplatí, protože například: {\displaystyle (1+1).\omega _{0}=2.\omega _{0}\neq 1.\omega _{0}+1.\omega _{0}=\omega _{0}.2} – viz předchozí příklady.
Uveďme některé další vlastnosti ordinálního součtu a součinu (všechny lze snadno odvodit přímo z definice stejně, jako v předchozích příkladech):

- {\displaystyle \alpha +0=0+\alpha =\alpha \,\!}
- {\displaystyle \alpha .0=0.\alpha =0\,\!}
- {\displaystyle \alpha .1=1.\alpha =\alpha \,\!}
- {\displaystyle \alpha +(\beta +\gamma )=(\alpha +\beta )+\gamma \,\!}
- {\displaystyle \alpha .(\beta .\gamma )=(\alpha .\beta ).\gamma \,\!}
- Pro každé dva ordinály {\displaystyle \alpha ,\beta ,\beta >0\,\!} existují {\displaystyle \gamma _{1}\leq \alpha ,\gamma _{2}<\beta \,\!} takové, že {\displaystyle \alpha =\beta .\gamma _{1}+\gamma _{2}\,\!}(obdoba zbytku po dělení na přirozených číslech:)

## Definice ordinální mocniny
Ordinální mocnina mocnina je opět rozšířením své jmenovkyně známé z přirozených čísel, definuje se rekurzivně následujícím způsobem:

1. {\displaystyle \alpha ^{0}=1\,\!}
2. {\displaystyle \alpha ^{\beta +1}=\alpha ^{\beta }.\alpha \,\!}
3. pro limitní ordinál {\displaystyle \beta \,\!} je {\displaystyle \alpha ^{\beta }=sup\{\alpha ^{\gamma }:0<\gamma <\beta \}\,\!} – sup v tomto výrazu znamená supremum dané množiny k uspořádání ordinálních čísel relací {\displaystyle \in }

## Vlastnosti ordinální mocniny
Ordinální mocnina má opět řadu vlastností, které bychom od aritmetické operace toho jména čekali:

- {\displaystyle 0^{0}=1\,\!}
- {\displaystyle 0^{\alpha }=0\,\!} pro {\displaystyle \alpha >0\,\!}
- {\displaystyle 1^{\alpha }=1\,\!}
- {\displaystyle \alpha ^{1}=\alpha \,\!}
- {\displaystyle \alpha ^{2}=\alpha .\alpha \,\!}

A především:
- {\displaystyle \alpha ^{\beta +\gamma }=\alpha ^{\beta }.\alpha ^{\gamma }\,\!}
- {\displaystyle (\alpha ^{\beta })^{\gamma }=\alpha ^{\beta .\gamma }\,\!}

## Mocninný rozvoj ordinálního čísla
Na závěr ještě uveďme větu o mocninném rozvoji ordinálních čísel (konkrétně pro základ {\displaystyle \omega _{0}\,\!} – opět lze srovnávat s mocninným rozvojem na přirozených číslech například ze základu 2:
Je-li {\displaystyle \omega =\omega _{0}\,\!} množina přirozených čísel a {\displaystyle \alpha \,\!} libovolný ordinál, pak existují jednoznačně daná přirozená čísla {\displaystyle k,m_{0},m_{1},...,m_{k}\,\!} a ordinály {\displaystyle \beta _{0}>\beta _{1}>\beta _{2}>...>\beta _{k}\,\!} takové, že platí:

{\displaystyle \alpha =\omega ^{\beta _{0}}.m_{0}+\omega ^{\beta _{1}}.m_{1}+...+\omega ^{\beta _{k}}.m_{k}\,\!}
Tento zápis nazýváme Cantorův normální tvar ordinálního čísla.
Pro vyjádření čísla {\displaystyle \,\alpha } v Cantorově normálním tvaru platí {\displaystyle \alpha \geq \beta _{0}}, přičemž rovnost nastává právě tehdy, když {\displaystyle \,\alpha =\omega ^{\alpha }}. Takových {\displaystyle \,\alpha } existuje dokonce vlastní třída, nejmenší z nich se nazývá {\displaystyle \varepsilon _{0}}. Pro {\displaystyle \,\alpha <\varepsilon _{0}} tedy je {\displaystyle \,\alpha >\beta _{0}}, což umožňuje často používanou metodu dokazování – takzvanou indukci do epsilon nula.